# Anastasija Bielakowa
Anastasija Jewgienjewna Bielakowa, ros. Анастасия Евгеньевна Белякова (ur. 1 maja 1993 roku w Złatouście) – rosyjska bokserka, brązowa medalistka igrzysk olimpijskich w Rio de Janeiro. 

## Igrzyska olimpijskie
Wzięła udział w zmaganiach kobiet w wadze lekkiej podczas igrzysk w 2016 roku. Do ćwierćfinału przeszła na zasadzie wolnego losu. W samym ćwierćfinale pokonała Amerykankę Mikaelę Mayer, zaś w półfinale została pokonana przez Francuzkę Estelle Mossely poprzez nokaut techniczny. Mimo porażki została brązową medalistką z powodu braku starć o trzecie miejsce w turniejach olimpijskich w boksie wraz z Finką Mirą Potkonen. 